# أوسكار روميرو
أوسكار أرنولفو روميرو إي غالداميز (بالأسبانية: Óscar Arnulfo Romero y Galdámez ) ولد في 15 أغسطس/آب 1917 في سيوداد باريوس بلدة جبلية في إلسلفادور واقعة قرب الحدود مع الهندوراس. كان رئيس أساقفة إلسلفادور بين عامي 1977 و1980 وهو أحد أبرز رواد لاهوت التحرير، كان لاغتياله بتاريخ 24 مارس/آذار 1980 - أثناء إقامته لقداس - دور في جر البلاد لحرب أهلية استمرت أحداثها 12 سنة.

## الطفولة وفترة الدراسة
كان أوسكار الطفل الثاني بين إخوته السبعة، أمه هي غوادالوب غولداميز وأبوه هو سانتوس روميرو (كان يعمل كموظف تلغراف). ومع أن الوضع المادي لعائلة آل روميرو كان أفضل من وضع الكثيرين من جيرانهم إلا انهم لم يكونوا يمتلكون تمديدا للكهرباء في منزلهم الصغير ولا حتى تمديدات الصرف الصحي، وكان الأطفال ينامون على الأرض.
لم يتمكن والدي أوسكار من تحمل نفقات دراسته عندما بلغ الثانية عشرة من عمره بسبب ظروفهم الاقتصادية، لذلك عهدوا به لنجار محلي ليعلمه حرفته. ولكنه دخل المعهد اللاهوتي في سان ميغويل عندما بلغ الثالثة عشرة، وتم ترفيعه بعدها لمعهد اللاهوت الوطني في سان سلفادور وأنهى دراساته لاحقاً في الجامعة الحبرية في روما حيث نال شهادة الليسانس في علم اللاهوت.

## عمله كقسيس
رسم أوسكار روميرو قسيساً للكنيسة الكاثوليكية بتاريخ 4 أبريل/نيسان 1942 في مدينة روما، وبسبب ظروف الحرب العالمية الثانية لم يتمكن أهله من حضور الاحتفال. على الرغم من رغبته بالإعداد لشهادة دكتوراه في لاهوت التنسك لكن روميرو لم يستطيع المضي بمشروعه هذا بسبب استدعائه إلى الوطن عام 1944 نظراً للنقص الكبير في عدد الكهنة والذي كانت تعاني منه كنيسة إلسلفادور حينها. بدأ عمله الرعوي مع كنيسة ريفية وبسبب إمكانياته وقدراته أوكلت إليه مهام أكبر، فعين عميداً لمعهد اللاهوت في سان ميغويل وسكرتيراً لأبرشية المدينة، وبقي في ذلك المنصب مدة 23 سنة. خدم روميرو كذلك كراعٍ لأبرشية كاتدرائية سانتو دومينيغو وقسيس لكنيسة سان فرانسيسكو وكمدير للسكرتارية الأسقفية لمجلس أمريكا الوسطي وبنما، وأيضاً عمل كمحرر للجريدة الأسقفية Orientaction.

## عمله كأسقف
عام 1970 تمت رسامة روميرو كأسقف مساعد لأبرشية سان سلفادور ليكون معاوناً للأسقف لويس شافيز إي غونزاليز، وكان هذا الأخير متأثراً بشدة بفكر المجمع الفاتيكاني الثاني فكان يعمل بشكل واسع على إدخال إصلاحات تقدمية على رعيته. سببت بعض تلك الأعمال خصوصاُ تلك التي تتعلق بسلطة التعليم الديني صدمة للأسقف أوسكار روميرو والذي كان لايزال حينها محافظاً ذو توجهات كاثوليكية تقليدية ومناصراً متحمساً للتسلسل السلطوي. كان روميرو ينفذ بجد المهام التي يوكلها إليه الأسقف شافيز ولكنه لم يكن مرتاحاً أو موافقاً على جميع تلك المهمات. عام 1974 غادر أوسكار روميرو أبرشيته بشيئ من الارتياح ليصبح المطران الجديد لرعية سانتياغو دي ماريا التي ضمت كذلك مسقط رأسه سيوداد باريوس.
scribbles

## رئيس أساقفة ألسلفادور

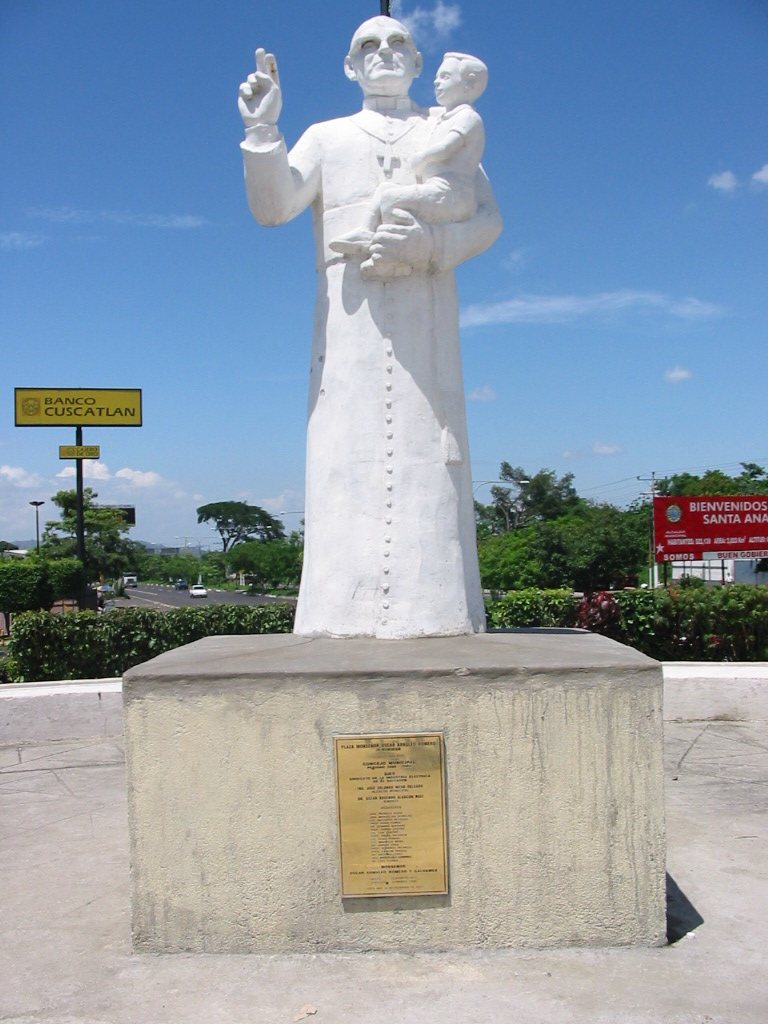
نصب تذكاري لرئيس الأساقفة أوسكار روميرو في مدينة سانتا آنا في ألسلفادور

بتاريخ 23 فبراير/شباط عام 1977 تمت تسميته رئيساً لأساقفة السلفادور، لقي اختياره ترحيباً حكومياً بينما شكل خيبة أمل للعديد من قساوسة البلاد ذوي الميول اليسارية. ولكن روميرو دخل منذ بداية عمله في منصبه الجديد في صراع مع السلطة والجيش والطبقة البرجوازية، مدافعاً عن حقوق الفقراء ومستنكراً المجازر والاغتيالات والتعذيب وانتهاكات حقوق الإنسان التي كانت ترتكب بحق الشعب السلفادوري تحت مرأى ودعم الحكومة الأمريكية.
في تلك الفترة كانت السلفادور على شفير حرب أهلية حيث أعلن الجنرال كارلوس هومبيرتو روميرو (ليس من عائلة الأسقف) نفسه رئيسا للدولة بعد انتخابات غير نزيهة، بعد ثمانية أيام قتلت مجموعة من الناس بنيران الشرطة التي فتحت لإخماد مظاهرة تندد بنتائج الانتخابات الرئاسية. وفي نفس الشهر تعرض ثلاثة كهنة أجانب للتعذيب وتم بعدها طردهم من البلاد، وتم كذلك خطف قس إلسلفادوري تعرض للتعذيب وألقي به وهو بين الحياة والموت أمام أبواب المحكمة العليا. اتخذ أوسكار روميرو من تلك الأحداث موقفا سلمياً مطالباُ بالحوار ونبذ كل أشكال العنف، ولم يكن يتردد بأن ينتقد علناً الممارسات القمعية والإعدامات التي كانت تنفذ في كل مكان، حيث كان يخاطب رئيس الأساقفة الشعب من على منبر كاتدرائيته وعلى أثير الإذاعة الدينية المحلية.
| ” | الكنيسة التي لا تتحد بالفقراء وانطلاقاً منهم لا ترفض الظلم المرتكب بحقهم ليست الكنيسة الحقيقية ليسوع المسيح. | “ |

اتُهم روميرو من خصومه بأنه يعض بعقيدة شيوعية وذلك لتجسيده روح ما عرف بلاهوت التحرير، وشكلت مؤلفاته مثل (عنف الحب) و(صوت من لا صوت لهم) الأساس الفعلي لهذه الحركة التي كان ينظر لها في الفاتيكان على أنها مد شيوعي في جسم الكنيسة الكاثوليكية في أمريكا الجنوبية. في يوم 23 مارس/آذار 1980 أطلق أوسكار، على الرغم من تكرار تهديده بالموت في الأسابيع السابقة، دعوة للعسكر لوقف العنف قائلاً أن الجندي ليس مجبراً على إطاعة أي أمر بالقتل.

## اغتياله وتشييعه
بتاريخ 24 مارس/آذار 1980 اغتيل رئيس الأساقفة أوسكار روميرو بينما كان يقيم القداس في كنيسة صغيرة تابعة لمستشفى. وفي يوم تشييعه في 30 مارس/آذار أجتمع قرابة الخمسون ألف شخص لإلقاء النظرة الوداعية على رئيسهم الروحي، أطلق الجيش خلال الجنازة الرصاص الحي على الحضور مما تسبب بسقوط الكثير من الضحايا. وكان لحادثة الاغتيال تلك دوراً أساسياً في نشوب حرب أهلية في السلفادور استمرت 12 عاماً راح ضحيتها أكثر من 70000 شخص.
كانت الحكومة السلفادورية قد حملت حينها مسؤلية الاغتيال للثوار اليساريين ولكن تبين بعدها أن المسؤلية الحقيقية تقع على عاتق (كتائب الموت) التابعة للسلطات والموكلة بمهام تصفية معارضي النظام، كما تم وضع المخابرات المركزية الأمريكية كذلك في دائرة الاتهام. وبسبب قانون عفو لم تتم معاقبة أحد على مقتل روميرو.